# Quatrain
 (août 2021).

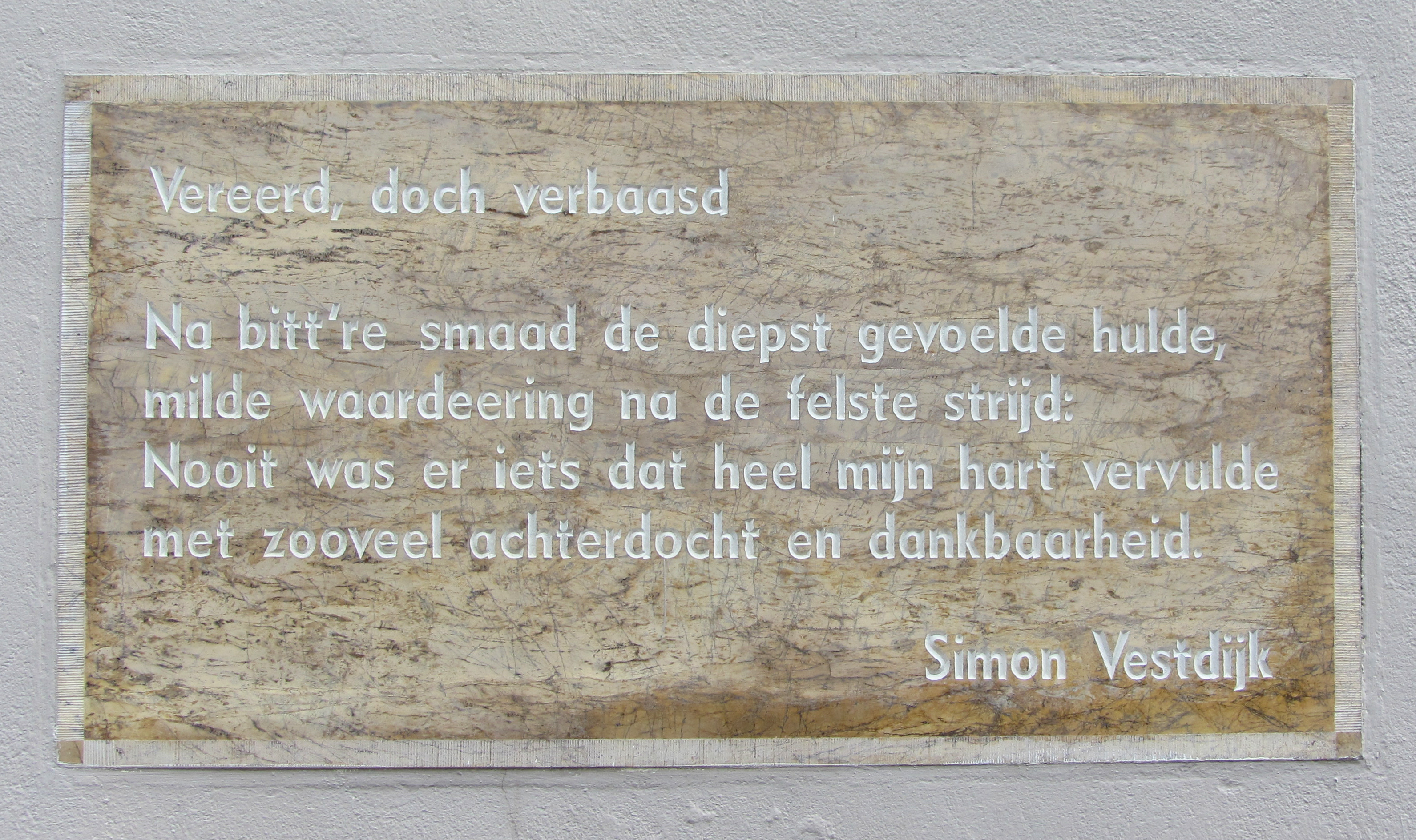
Quatrain mural de Simon Vestdijk

Un quatrain est une strophe de quatre vers, qui peut être soit un poème indépendant, soit une strophe d'un poème plus long.
Le quatrain se prête à de très nombreuses combinaisons en jouant sur les mètres et sur les rimes, ceux qu’ont su exploiter tous les poètes, notamment Paul Verlaine dans Fêtes galantes. Il se révèle d’un emploi extrêmement varié tout au long de l’histoire littéraire malgré son apparente simplicité, ce qui fait de lui la strophe de base de la poésie française.
Le mot correspond au genre du robāʿi, un poème de quatre vers très utilisé dans la littérature persane. Ce genre est particulièrement connu grâce aux Robâ‘iyât du poète Omar Khayyâm. Fernando Pessoa a aussi adopté cette forme.

## Combinaisons métriques

### Les quatrains isométriques
Ils comportent un seul type de vers ou des vers libres pour certains.

#### Alexandrins
Les alexandrins sont des vers de douze syllabes.
Le soir tombait, un soir équivoque d'automne : 

Les belles, se pendant rêveuses à nos bras, 

Dirent alors des mots si spécieux, tout bas, 

Que notre âme, depuis ce temps, tremble et s'étonne.
— Paul Verlaine, Fêtes galantes, 1869

#### Décasyllabes
Les décasyllabes sont des vers de dix syllabes.
Votre âme est un paysage choisi

Que vont charmant masques et bergamasques

Jouant du luth et dansant et quasi

Tristes sous leurs déguisements fantasques.
— Paul Verlaine, Fêtes galantes, 1869

#### Octosyllabes
Les octosyllabes sont des vers de huit syllabes.
Un singe en veste de brocart

Trotte et gambade devant elle

Qui froisse un mouchoir de dentelle

Dans sa main gantée avec art.
— Paul Verlaine, Fêtes galantes, 1869

#### Heptasyllabes
Les heptasyllabes sont des vers impairs de sept syllabes.
Et quand, solennel, le soir

Des chênes noirs tombera,

Voix de notre désespoir,

Le rossignol chantera.
— Paul Verlaine, Fêtes galantes, 1869

#### Pentasyllabes
Les pentasyllabes sont des vers impairs de cinq syllabes.
Elle est retrouvée.

Quoi ? - L'Éternité.

C'est la mer allée

Avec le soleil.
— Rimbaud, Derniers vers, 1872

#### Autres
D’autres quatrains existent encore, pairs ou impairs : tétrasyllabes (quatre syllabes) comme « Charleroi » de Verlaine dans le recueil Romances sans paroles), ennéasyllabes (neuf syllabes) comme « Art poétique » de Verlaine dans le recueil Jadis et naguère), etc.

### Les quatrains hétérométriques
Les quatrains hétérométriques ont des vers possédant un nombre de syllabes différents. Les combinaisons sont extrêmement variées, en voici quelques-unes :

#### 8/8/12/8 syllabes
Là ! Je me tue à vos genoux !

    Car ma détresse est infinie,

Et la tigresse épouvantable d'Hyrcanie

    Est une agnelle au prix de vous.
— Paul Verlaine, Fêtes galantes, 1869

#### 6/6/6/4 syllabes
Puisque ta voix, étrange

Vision qui dérange

Et trouble l'horizon

  De ma raison.
— Paul Verlaine, Fêtes galantes, 1869

#### 12/6/12/6 syllabes
Ô temps, suspends ton vol ! et vous, heures propices

      Suspendez votre cours !

Laissez-nous savourer les rapides délices

      Des plus beaux de nos jours !
— Alphonse de Lamartine, Méditations poétiques, 1820

#### 6/6/2/6 syllabes
C'était, dans la nuit brune,

Sur le clocher jauni,

    La lune

Comme un point sur un i.
— Alfred de Musset, Premières poésies (1829-1835), paru en 1887

#### 12/3 syllabes
Et, peut-être, en ta terre où brille l’espérance,

         Pur flambeau,

Pour prix de mon exil, tu m’accorderas, France,

         Un tombeau.
— Victor Hugo, Les Châtiments, paru en 1853

#### Vers libres
Je fis un feu, l'azur m'ayant abandonné,

    Un feu pour être son ami,

Un feu pour m'introduire dans la nuit d'hiver,

      Un feu pour vivre mieux.
— Paul Éluard, Premiers Poèmes, 1918

## Combinaisons des rimes

### Genre des rimes

#### Alternance classique rime masculine/rime féminine
Un vieux faune de terre cuite

Rit au centre des boulingrins,

Présageant sans doute une suite

Mauvaise à ces instants sereins.
— Paul Verlaine, Fêtes galantes, 1869

#### Rimes uniquement masculines
Calmes dans le demi-jour

Que les branches hautes font,

Pénétrons bien notre amour

De ce silence profond.
— Paul Verlaine, Fêtes galantes, 1869

#### Rimes uniquement féminines
Les donneurs de sérénades

Et les belles écouteuses

Échangent des propos fades

Sous les ramures chanteuses.
— Paul Verlaine, Fêtes galantes, 1869

#### Rimes uniquement masculines ou féminines avec alternance strophique
Par exemple avec la première strophe masculine et la seconde féminine :
Le vent de l'autre nuit a jeté bas l'Amour

Qui, dans le coin le plus mystérieux du parc,

Souriait en bandant malignement son arc,

Et dont l'aspect nous fit tant songer tout un jour !

Le vent de l'autre nuit l'a jeté bas ! Le marbre

Au souffle du matin tournoie, épars. C'est triste

De voir le piédestal, où le nom de l'artiste

Se lit péniblement parmi l'ombre d'un arbre. [...]
— Paul Verlaine, Fêtes galantes, 1869

### Disposition des rimes

#### Rimes plates ou suivies
De forme A/A féminine/B/B masculine
Mystiques barcarolles,

Romances sans paroles,

Chère, puisque tes yeux,

Couleur des cieux, [...]
— Paul Verlaine, Fêtes galantes, 1869

#### Rimes croisées
De forme A masculine/B féminine/A masculine/B féminine
Votre âme est un paysage choisi

Que vont charmant masques et bergamasques

Jouant du luth et dansant et quasi

Tristes sous leurs déguisements fantasques. [...]
— Paul Verlaine, Fêtes galantes, 1869

#### Rimes embrassées
A féminine/B/B masculine/A féminine,
Les hauts talons luttaient avec les longues jupes,

En sorte que, selon le terrain et le vent,

Parfois luisaient des bas de jambes, trop souvent

Interceptés ! — et nous aimions ce jeu de dupes. [...]
— Paul Verlaine, Fêtes galantes, 1869

## Utilisation dans différents types de poème

### Quatrain isolé
Le quatrain peut être utilisé seul : il constitue alors un petit poème  complet comme l’illustrent de nombreux exemples depuis le Moyen Âge. En voici quelques-uns :

#### Plaisant et désabusé chez François Villon
Je suis François, dont il me poise

Né de Paris emprès Pontoise

Et de la corde d'une toise

Saura mon col que mon cul poise
— François Villon, Œuvres complètes, 1873

#### Mystérieux chez Nostradamus
Le lyon ieune le vieux surmontera,

En champ bellique par singulier duelle :

Dans cage d'or les yeux luy creuera,

Deux classes vne, puis mourir, mort cruelle.
— Nostradamus, Les Prophéties, 1555, Centurie I, quatrain 35

#### En forme d’épigramme chez Voltaire
L'autre jour au fond d'un vallon,

Un serpent piqua Jean Fréron ;

Que croyez-vous qu'il arriva ?

Ce fut le serpent qui creva.
— Voltaire, Anecdotes sur Jean Fréron, 1776

#### Poème de circonstance comme chez Mallarmé: dédicace à Hérédia
À motif que sa flûte file

Le Faune heureux le dédia

Sur hollande au bibliophile

Et haut rimeur Hérédia
— Stéphane Mallarmé

#### En contrerime
Forme formalisée et baptisée par Paul-Jean Toulet : quatrain combinant rimes embrassées (A/B/B/A) et structure métrique croisée (généralement 8/6/8/6), qui donne au poème une impression de déséquilibre systématique. Les poèmes du recueil comportent deux, trois ou quatre strophes ; une seule fois le quatrain est autonome :
Me rendras-tu, rivage basque,

Avec l’heur envolé

Et tes danses dans l’air salé,

Deux yeux, clairs sous le masque.
— Paul-Jean Toulet, Les Contrerimes, 1929

#### Suggestif chez Prévert
Un cheval s’écroule au milieu d’une allée

Les feuilles tombent sur lui

Notre amour frissonne

Et le soleil aussi.
— Jacques Prévert, Paroles, 1946

### Dans des poèmes courts
Il est très utilisé dans des poèmes plutôt courts, de huit à vingt vers, avec une certaine préférence pour le poème de quatre quatrains (proche visuellement du sonnet sans ses contraintes) comme « L'albatros » de Charles Baudelaire dans Les Fleurs du mal  ou « Elle était déchaussée, elle était décoiffée »  de Victor Hugo dans Les Contemplations’’ ).

### Dans des poèmes longs
Le quatrain se présente souvent dans de longs poèmes isostrophiques (uniquement des quatrains) :
Booz s'était couché de fatigue accablé ;

Il avait tout le jour travaillé dans son aire ;

Puis avait fait son lit à sa place ordinaire ;

Booz dormait auprès des boisseaux pleins de blé.
— Victor Hugo, La Légende des siècles, Première série, I. D’Ève à Jésus, 1859
Autres exemples célèbres : « Le Bateau ivre » d'Arthur Rimbaud, 1871 ; « Liberté » de Paul Éluard, 1942 ; Je vous salue ma France... de Louis Aragon, 1943 ; etc.
On trouve parfois l’association de quatrains isométriques et hétérométriques comme dans « À Villequier » de Victor Hugo dans Les Contemplations’’, 1856, ou Le Lac d'Alphonse de Lamartine dans Méditations poétiques, 1820.
On le trouve plus rarement dans de longs poèmes hétérostrophiques comme dans « Présentation de la Beauce à Notre-Dame de Chartres » de Charles Péguy dans La Tapisserie de Notre-Dame, où des quatrains sont associés à des quintils[réf. souhaitée] :
Tour de David, voici votre tour beauceronne. 

C'est l'épi le plus dur qui soit jamais monté 

Vers un ciel de clémence et de sérénité, 

Et le plus beau fleuron dedans votre couronne. 

Un homme de chez nous a fait ici jaillir, 

Depuis le ras du sol jusqu'au pied de la croix 

Plus haut que tous les saints, plus haut que tous les rois, 

La flèche irréprochable et qui ne peut faillir...
— Charles Péguy, La Tapisserie de Notre-Dame, 1913

### Utilisation dans des poèmes à forme fixe

#### Dans le rondeau (première strophe)
Le temps a laissié son manteau

De vent, de froidure et de pluye,

Et s'est vestu de brouderie,

De soleil luyant, cler et beau. [...]
— Charles d'Orléans

#### Comme envoi de la petite ballade en octosyllabes
Prince, n’enquerez de sepmaine

Où elles sont, ne de cest an,

Qu’à ce refrain ne vous remaine :

Mais où sont les neiges d’antan !
— François Villon, Le Grand Testament, 1461

#### Comme strophe régulière dans le pantoum
Voici venir les temps où vibrant sur sa tige

Chaque fleur s'évapore ainsi qu'un encensoir;

Les sons et les parfums tournent dans l'air du soir,

Valse mélancolique et langoureux vertige !
— Charles Baudelaire, Les Fleurs du mal, 1857

#### Dans le sonnet
Les sonnets comportent deux quatrains dans les deux premières strophes que complètent un sizain ou deux tercets :
Heureux qui, comme Ulysse, a fait un beau voyage,

Ou comme cestuy là qui conquit la toison,

Et puis est retourné, plein d’usage et raison,

Vivre entre ses parents le reste de son age !

Quand reverray-je, helas, de mon petit village

Fumer la cheminee, et en quelle saison

Reverray-je le clos de ma pauvre maison,

Qui m’est une province, et beaucoup davantage ? [...]
— Joachim du Bellay, Les Regrets, 1558